# Божићни поклон
Божићни поклон је поклон који се дарује у част прославе Божића. Божићни поклони се често размењују на сам Божић, 25. децембра / 7. јануара, или последњег дана дванаестодневне божићне сезоне, Дванаесте ноћи (5. јануара). Пракса даривања током божићних празника, према хришћанској традицији, симболична је за представљање поклона од стране три мудраца новорођеном Исусу.

## Историја
Даривање уопште је древна традиција која се повезивала са хришћанским празником Божићем.
У старом Риму даривање се могло догодити у близини зимске краткодневице у децембру, која се славила током празника Сатурналије.
Како се хришћанство све више ширило у римским земљама, обичај даривања одигравао се на Нову годину. Отприлике 336. године нове ере, чини се да се датум 25. децембар утврдио као дан Исусовог рођења, а традиција даривања била је везана за причу о библијским мудрацима који су даровали бебу Исуса; заједно са другом причом, причом о Светом Николи, хришћанском епископу и дародавцу из четвртог века, полако је постала део божићних прослава у земљама попут Уједињеног Краљевства; у другим хришћанским земљама пракса даривања јавља се рано у адвенту, на Никољдан.
Неки ранохришћански владари, међутим, тумачили су ову причу као наговештај да њихови поданици треба да дарују претпостављене и инсистирали су на данацима и десетинама током тог периода. Ово се променило на прелому миленијума након популарности приче о добром краљу Вацлаву засноване на животу друге историјске личности за коју се тврди да је дародавац, Светог Вацлава. Божићно даривање надређених постало је мање уобичајено, а оприлике у време протестантске реформације обичаји даривања деце постали су све раширенији у Европи. Обичај се проширио на Сједињене Државе у 19. веку. То се такође поклапало са жељом неких елита да смање неуредност прослава Божића код одраслих, који су на неким местима били везани за просјачење, јер би „групе младића, често разузданих, ишли од куће до куће и од племства тражили милостињу”. Још један повезан аспект била је све већа жеља родитеља да децу држе код куће, даље од корумпираног утицаја урбаних улица.
Још једна релативно недавна промена односила се на време божићног даривања. Много векова даривање се одвијало 6. децембра око Никољдана или почетком јануара после дочека Нове године. Популарност овог обичаја порасла је након позитивне рецепције песме „Ноћ пред Божић” из 1823. и новеле Божићна прича из 1843. године. Крајем 19. века, Бадње вече је заменило датуме почетком децембра или јануара као најчешћи датум даривања у западној култури.
Како божићна сезона траје дванаест дана према литургијским календарима многих хришћанских цркава, дарује се поклон за сваки од дванаест дана Божићних празника у неким културама, док се у другим хришћанским домаћинствима поклони дају само на Божић или Дванаесту ноћ, први и последњи дан божићне сезоне.

## Економски утицај
Традицију су прихватили и трговци на мало, којима су недеље и, на крају, цео месец пред Божић постали веома исплатив период. Отприлике на прелазу из 20. века трговци су почели да усмеравају маркетиншке напоре на децу у нади да ће намамити родитеље да купе још робе.
Поклони које дају родитељи могу се поделити на учешће у даривању родитељских божићних поклона и поклањање маркираних предмета. До седамдесетих година, тих шест недеља пре Божића чинило је 80% продаје у индустрији играчака. Истраживање RetailMeNot открило је да домаћинства у Великој Британији очекују да ће у просеку потрошити 473,83 фунти на поклоне, чинећи је далеко расипнијом од остатка Европе. Нормално је било потрошити чак 300 фунти по детету. Трговци предвиђају да ће у време Божића на играчке бити потрошено 1,1 милијарду фунти, а на млађу децу у просеку 105 фунти. Веза између учешћа у даривању и даривања маркираних предмета као поклона истражена је помоћу Пирсоновог коефицијента корелације. Композитна средња вредност за учешће у даривању израчуната је на 5,81 са стандардном девијацијом 1,32. Израчуната композитна средња вредност за учешће у брендовима као поклони била је 1,74, а стандардна девијација 1,09. Међутим, ако родитељи претпостављају да је нормално да деца добијају пуно поклона, треба имати на уму да људи такође поентирају да купују и за другу децу, као донације. Осим тога, ако родитељи планирају да не дају поклоне, то је зато што не желе да деца живе само у овом потрошачком друштву. Потражиће друге ствари које породици доносе више радости.
Почетком 2000-их процењено је да купци само у САД троше преко 4 милијарде долара сваког дана током божићне сезоне куповине, а просечан појединац троши преко 1000 долара на поклоне.
Постоје забринутости да је даривање током Божића превише комерцијално. Седамдесет одсто испитаника у онлајн истраживању међу 13.576 људи у 14 европских земаља у 2016. години објавило је да се превише пажње посвећује потрошњи током божићног периода, 42% је рекло да се осећа присиљеним да троши више на Божић, а 10% је позајмљивало новац да би било у могућности да приушти поклоне.
Економиста Џоел Валдфогел приметио је да због неусклађености између онога што давалац поклона цени као поклон и вредности коју је давалац поклонио, поклони губе између једне десетине и једне трећине вредности; он то назива „мртвим губицима Божића”. То доводи до тога да се поклони често враћају, продају или поново поклањају. У европском онлајн истраживању 2016. године 15% испитаника није било задовољно својим поклонима, а 10% се није могло сетити шта су добили. Двадесет и пет посто испитаника рекло је да су поклоне поклонили некоме другоме, 14% их је продало, 10% покушало да их врати у продавницу, а 5% је поклон вратило даваоцу. Старији су вероватније своје нежељене поклоне слали у добротворне сврхе, док су их они од 25 до 34 година „једноставно бацали”. Поклони за које је најмање вероватно да ће их ценити ослањају се на лични укус и укључују предмете попут парфема и козметике, украса и одеће.

## Умотавање
Према истраживачима са Универзитета у Невади, лоше умотани поклони добијају пожељнију реакцију јер „поклони који су уредно умотани повећавају очекивања примаоца”.

## Даље читање
- William Waits (октобар 1994). The Modern Christmas in America: A Cultural History of Gift Giving. NYU Press. ISBN 978-0-8147-9284-1.
- Waldfogel, Joel (децембар 1993). „The Deadweight Loss of Christmas”. The American Economic Review. 83 (5): 1328—1336. JSTOR 2117564. Генерални сажетак (PDF).